# Byrsonima alvimii
Byrsonima alvimii é uma espécie de  planta do gênero Byrsonima e da família Malpighiaceae.

## Forma de vida
É uma espécie terrícola e arbórea.

## Descrição
É uma árvore de 10,0-2,0 metros de altura, de caule aéreo. Possuí estípula com 4,0-7,0 mm de comprimento, completamente conadas, o par oval, persistentes no pecíolo. As folhas sfo coriáceas; pecíolo de 18,0-25,0 mm de comprimento; lâmina de 9,0-18,0 x 3,5-9,3 cm, elíptica, ápice agudo, obtuso ou abruptamente recurvada no ápice, base cuneada, margem revoluta; ambas as faces glabras; nervuras secundárias evidentes e terciárias evidentes ou pouco evidentes, 8-10 nervuras secundárias. Tirsos, 1-3 flores por cincínio 13,0-16,0 cm de comprimento; brácteas presentes na base do pedicelo e bractéolas na base do pedúnculo, ambas persistentes na frutificação. As brácteas têm dimensões de 2,5-4,0 x 1,2-3,0 mm e são triangulares; o pedúnculo tem 1,0-4,5 mm de comprimento; e as bractéolas 2,5-3,0 x 1,0-1,5 mm, semelhantes as brácteas.
Os pedicelos têm 9,0-11,0 mm de comprimento são ligeiramente crassos, tomentosos. Os lobos do cálice, 1,5-2,0 x 2,5 mm, ovais, eretos ou revolutos no ápice, ambas as faces tomentosas ou adpresso-tomentosas; glândulas 2,5-3,5 x ca.  1,2 mm. As pétalas são róseas, laterais, cupuliformes, reflexas, com limbo de 6,0-8,0 x 7,0-9,0 mm, unha de 3,5-4,0 mm de comprimento. Os estames, são diferentes entre si; filetes com 3,0-3,5 mm de comprimento., hirsutos na base; conectivos 1,5-2,4 mm de comprimento, cilíndricos ou ligeiramente obovoides, eretos ou ligeiramente recurvados no ápice, o conectivo do estame oposto a pétala posterior ultrapassando as anteras em ca. 0,4 mm de comprimento, o conectivo dos demais estames ultrapassando o ápice das anteras em 0,7-1,1 mm de comprimento; anteras 1,9-3,2 mm de comprimento, seríceas ou hirsutas, principalmente no ápice, ápice arredondado. O ovário tem por volta de 1,8 mm de comprimento, glabro; estiletes semelhantes entre si, 4,5-5,0 mm de comprimento. Possui drupas imaturas verdes, com 14,0-22,0 mm de diâmetro (seca)., globosas, glabras.

## Conservação
A espécie faz parte da Lista Vermelha das espécies ameaçadas do estado do Espírito Santo, no sudeste do Brasil. A lista foi publicada em 13 de junho de 2005 por intermédio do decreto estadual nº 1.499-R.

## Distribuição
A espécie é endêmica do Brasil e encontrada nos estados brasileiros de Bahia e Espírito Santo.
A espécie é encontrada no domínio fitogeográfico de Mata Atlântica, em regiões com vegetação de floresta ombrófila pluvial.